# Kyle Harris
Kyle Andrew Harris (Irvine, 20 maggio 1986) è un attore statunitense, meglio conosciuto per i suoi ruoli di Cameron Goodkin in Stitchers e Seth Glassman in The Carrie Diaries.

## Biografia
È nato e cresciuto in Irvine, California. Si è successivamente trasferito a New York, dove ha cominciato la sua carriera esibendosi in produzioni teatrali e musicali come West Side Story, a cui ha preso parte dopo aver recitato in Web Site Story su YouTube, e a Broadway in Sondheim on Sondheim di James Lapine.
Ha fatto parte del National West Side Story Tour recitando nel ruolo di Tony a partire dal 30 settembre 2010. 
In The Carrie Diaries ottenne il ruolo di Seth, il fidanzato di Mouse, un migliore amica della protagonista, partecipando così al programma per tre episodi nella prima stagione.

## Filmografia parziale

### Televisione
- Submissions Only - serie TV, episodio 2x04 (2011)
- High Maintenance - serie TV, episodio 1x02 (2012)
- It Could Be Worse - serie TV, episodio 1x01 (2013)
- The Carrie Diaries - serie TV, 3 episodi (2013)
- Songbyrd - serie TV, episodio 1x01 (2014)
- Stitchers - serie TV (2015-2017)
- Beauty and the Beast - serie TV, episodio 3x10 (2015)

### Cortometraggi
- The Network Diaries: Octopus (2015)

## Doppiatori italiani
Nelle versioni in italiano delle opere in cui ha recitato, Kyle Harris è stato doppiato da:
- Davide Perino in The Carrie Diaries
- Luca Mannocci in Stitchers
- Gianluca Cortesi in Grey's Anatomy
- Dimitri Winter in Blue Bloods
- Mirko Mazzanti in High Potential